# 阮福膺𧯦
阮福膺𧯦（越南语：／，？—1901年8月21日），越南阮朝宗室，堅太王阮福洪侅之子，襲堅郡公，同慶帝、建福帝、咸宜帝三位皇帝的兄弟。

## 生平
阮福膺𧯦是阮朝宗室阮福洪侅與裴氏清之子，後來的阮朝同慶帝和建福帝是其同父同母的兄長，咸宜帝則是其同父異母的弟弟。
膺𧯦逝世于1901年8月21日。

## 家庭
- 娶阮有度之女阮有氏婉。[4][5]
- 子阮福寶豐襲封堅鄉公，曾任尊人府左尊卿。[6]孫阮福永𧯢。[7]
- 外孫女黎氏營（1920年－2021年）於2021年在順化過世，被稱爲「阮朝最後一位宮女」。[8][9][10]